# 5539 Limporyen
5539 Limporyen eller 1965 UA1 är en asteroid i huvudbältet som upptäcktes den 16 oktober 1965 av Purple Mountain-observatoriet i Nanjing, Kina. Den är uppkallad efter Lim Por-yen.
Asteroiden har en diameter på ungefär 10 kilometer och den tillhör asteroidgruppen Nysa.